# Danny Ghosen
Danny Ghosen (Beiroet, 1978) is een Nederlands journalist en presentator van Libanese afkomst.

## Biografie
Ghosen groeide op in een christelijke familie in Beiroet en kwam op 15-jarige leeftijd als vluchteling naar Nederland. Aanvankelijk werkte Ghosen als automonteur, maar besloot daarna te studeren aan de School voor Journalistiek in Utrecht en liep stage bij de Wereldomroep. Daarna werkte hij bij RTV Utrecht en de MTNL.
Vervolgens kwam hij in dienst van de omroep PowNed. In 2013 werd hij als verslaggever van PowNews opgepakt omdat hij overlast zou veroorzaken voor de Russische ambassade. In hetzelfde jaar werd hij geslagen door medewerkers van de ambassade van Angola die hem voor een extremist aanzagen. In 2014 presenteerde hij het programma PowLitie.
Per 1 oktober 2014 werd Ghosen werkzaam voor de Evangelische Omroep als verslaggever van het EO-programma 3Onderzoekt. In 2015 deed hij mee aan Expeditie Robinson. In januari 2016 maakte Ghosen een overstap naar de NTR, waarvoor hij enkele journalistieke programma's maakte zoals Danny in Arabistan waarin hij jonge Arabieren ontmoet in hun dagelijkse leven.
Er ging op 30 november 2017 een nieuwe documentaire van Ghosen van start, Danny Demonstreert. Hierin loopt hij mee met verschillende demonstraties over de wereld en praat hij met de demonstranten. In de eerste aflevering loopt hij mee met de rechtse anti-islam organisatie Britain First.
Op 26 september 2018 ging een nieuwe serie van start: "Danny in de buitenwijken", waarin hij een bezoek brengt aan beruchte wijken van steden binnen de Europese Unie. Zo bezoekt hij in het programma steden als Napels, Dublin, Marseille, Boekarest, Birmingham en Athene.
In 2020 presenteerde hij Danny op Straat (NTR), en sinds januari 2021 de opvolger daarvan, Danny's wereld (VPRO). In aanloop naar het WK voetbal in Qatar maakte Danny Ghosen de vierdelige documentaire In de schaduw van het WK (VPRO).
Op 11 december 2024 ging er op Videoland een 3-delige mini docuserie van start: "Explosief Nederland" hier duikt hij in de wereld van het zware vuurwerk. Tevens zoekt en spreekt hij de mensen achter het zware illegale vuurwerk op.
In 2025 doet Ghosen mee aan het Videoland-programma Het Jachtseizoen: Most Wanted.

## Prijs
- 2022: #Video Award in de categorie Beste Nieuws & Infotainment Video met zijn video Ter Apel.[16]